# Ostrowo (Dubeninki)
Ostrowo (deutsch Ostrowen, 1938 bis 1945 Mühlhof) ist eine kleine Siedlung im Nordosten der polnischen Woiwodschaft Ermland-Masuren, die zur Landgemeinde Dubeninki (Dubeningken, 1938 bis 1945 Dubeningen) im Kreis Gołdap (Goldap) gehört.

## Geographische Lage
Ostrowo liegt am Ostufer des Flüsschens Jarka (deutsch Jarke), wie hier noch der Oberlauf der Gołdapa (deutsch Goldap) genannt wird, bevor sie nach wenigen Kilometern in den Gołdap (deutsch Goldaper See, russisch: Osero Krasnoje) einfließt. Die Kreisstadt Gołdap (Goldap) liegt in nordwestlicher Richtung.

## Geschichte
Das einstige Ostrowen war ein kleines Gutsdorf, das 1874 in den neu errichteten Amtsbezirk Rogainen eingegliedert wurde. Er gehörte Zeit seines Bestehens zum Kreis Goldap im Regierungsbezirk Gumbinnen der preußischen Provinz Ostpreußen.
Im Jahr 1910 lebten in Ostrowen 29 Einwohner. Am 31. Oktober 1928 gab der Ort seine Eigenständigkeit auf und wurde in die Landgemeinde Langensee (bis 1910: Kotziolken, polnisch: Kociołki) eingemeindet. 
Nach seiner Umbenennung in „Mühlhof“ am 3. Juni 1938 kam das Dorf 1945 mit dem gesamten südlichen Ostpreußen in Kriegsfolge zu Polen, wo es seither „Ostrowo“ heißt. Heute ist es eine Ortschaft im Verbund der Gmina Dubeninki im Powiat Gołdapski und gehört seit 1998 zur Woiwodschaft Ermland-Masuren, davor zur Woiwodschaft Suwałki.

## Religionen
Vor 1945 war die Bevölkerung Ostrowens resp. Mühlhofs überwiegend evangelischer Konfession und das Dorf in das Kirchspiel der Kirche Gurnen eingepfarrt. Sie war Teil des Kirchenkreises Goldap in der Kirchenprovinz Ostpreußen der Kirche der Altpreußischen Union. Die wenigen Katholiken waren zu ihrer Pfarrkirche in Goldap im Bistum Ermland hin orientiert. 
Seit 1945 ist die Mehrheit der Einwohner Ostrowos katholisch, und die Pfarrkirche ist nun die einstige evangelische Kirche in Górne. Sie gehört zum Dekanat Gołdap im Bistum Ełk (Lyck) der Katholischen Kirche in Polen. Die wenigen evangelischen Kirchenglieder gehören zur Kirchengemeinde in Gołdap, einer Filialgemeinde der Pfarrei in Suwałki in der Diözese Masuren der Evangelisch-lutherischen Kirche in Polen.

## Verkehr
Das kleine Dorf Ostrowo führt ein wenig abgeschiedenes Dasein an einer unbedeutenden Nebenstraße, die Pluszkiejmy (Plautzkehmen, 1938 bis 1945 Engern) an der Woiwodschaftsstraße 651 mit Górne (Gurnen) verbindet. Bis zur Kreisstadt Gołdap sind es elf Kilometer. 
Bis 1945 war Meschkrupchen (1938 bis 1945: Meschen, polnisch: Meszno) die nächste Bahnstation und lag an der auch „Kaiserbahn“ genannten Bahnstrecke Goldap–Szittkehmen/Wehrkirchen, die in Kriegsfolge aufgegeben wurde. Noch bis 1993 bestand die weitere Möglichkeit des Bahnanschlusses über die Station in Górne an der Bahnstrecke Ełk–Tschernjachowsk (Lyck–Insterburg), die zunächst nur noch für den Güterverkehr zur Verfügung stand, dann aber ganz geschlossen wurde.